# Nuclear Assault
Nuclear Assault is een thrashmetalband uit New York. De band werd in 1984 opgericht toen Dan Lilker uit de band Anthrax werd gezet en op zoek ging naar een band waar hij agressievere muziek kon spelen. Hij richtte de band op samen met gitarist John Connelly, die ook kort bij Anthrax speelde. Gitarist Mike Bogush en drummer Scott Duboys speelden op de eerste twee demo's; later werden zij vervangen door respectievelijk Anthony Bramante en Glenn Evans.

## Discografie

### Studioalbums en ep's
| Jaar | Titel                                      |
| 1984 | Nuclear Assault (demo)                     |
| 1985 | Live, Suffer, Die (demo)                   |
| 1986 | Brain Death (ep)                           |
| 1986 | Game Over'' (album)                        |
| 1987 | The Plague (ep)                            |
| 1988 | Fight to be Free (ep)                      |
| 1988 | Survive' (album)                           |
| 1989 | Handle with Care (album)                   |
| 1991 | Out of Order (album)                       |
| 1992 | Live at the Hammersmith Odeon (live-album) |
| 1993 | Something Wicked                           |
| 1997 | Assault & Battery (verzamelalbum)          |
| 2003 | Alive Again (album)                        |
| 2005 | Third World Genocide (album)               |
| 2015 | Pounder (ep)                               |

### Singles
| Jaar | Titel                   |
| 1988 | Good Times Bad Times NA |

### Video's/dvd's
| Jaar | Titel                              |
| 1989 | Handle With Care European Tour '89 |
| 1991 | Radiation Sickness                 |
| 2006 | Louder Harder Faster               |

## Bandleden
- Dan Lilker - Basgitaar
- John Connelly - Zang/gitaar
- Scott Harrington - Gitaar
- Glenn Evans - Drums

## Voormalige bandleden

### 1984-1985
- Mike Bogush - Gitaar
- Scott Duboys - Drums

### 1986 - 1992, 2002
- Anthony Bramante - Gitaar

### OpSomething Wicked
- Dave DiPietro - Gitaar
- Scott Metaxas - Basgitaar

### 4 mei 1997 (reünie)
- Eric Paone - Gitaar

### 2003
- Eric Burke - Gitaar